# Iardano
Il nome Iàrdano o Iàrdane indica due fiumi dell'antichità e precedentemente era il nome di un terzo corso d'acqua. 
Si fa riferimento ad un fiume Iardano nell'Elide in un passaggio dell'Iliade (Libro VII, 135), dove Nestore ricorda Pili e Arcadi coinvolti in una battaglia presso il rapido fiume Celadonte sotto le mura di Feia, e intorno alle rive dello Iardano. Strabone (VII.3.12) descrivendo la costa dell'Elide, annota: "Dopo Chelonata viene la lunga costa dei Pisatidi, e poi Capo Feia. C'era anche una piccola città chiamata Feia: "presso il muro di Feia, sulle correnti dello Iardano", poiché c'è anche un piccolo fiume lì vicino. Secondo alcuni, è da Feia che ha origine Pisa."
Nell'Odissea (libro III, 293), un fiume Iardano si trova nella zona nord-occidentale di Creta, dove - come ricorda ancora Nestore - si stabilirono i Cìdoni.
Ancora nel secondo secolo d.C., Pausania parla di un fiume solforoso proveniente dal monte Lapito in Arcadia, chiamata Acidas: "Sentii da un Efesino che anticamente l'Acidas era chiamato Iardano. Riporto l'affermazione anche se non ho trovato da nessuna parte conferme di ciò. Cyrus H. Gordon fu il primo ad indicare che "Giordano" nella Bibbia non è un nome proprio, ma, con due eccezioni, appare sempre con un aggettivo, e suggerì che anticamente potesse essere riferito ai fiumi di Creta e sul territorio greco col significato di "fiume".